# Henut Taui
| W10 · t | N17 · N16 |

| W10 · t | N17 · N16 |

Henuttaui  
 trong chữ tượng hình
Henut Taui, hay Henuttaui, Henuttawy (fl. Ca 1000 BCE) là một nữ tu sĩ Ai Cập cổ đại trong triều đại thứ 21 có hài cốt được ướp xác. Bà chủ yếu được biết đến là một trong những người được gọi là "xác ướp cocaine".

## Lý lịch
Ít để không biết gì về cuộc sống của bà. Bà là một nữ tu sĩ và nữ ca sĩ trong đền thờ Amun ở Thebes, và sau khi chết, cơ thể bà được ướp xác và chôn cất trong nghĩa địa Deir el-Bahari.
Sau khi phát hiện ra ngôi mộ của bà, xác ướp của bà đã trở thành tài sản của vua Bavaria (có thể là Ludwig I), người sau đó đã tặng nó cho Staatliche Sammlung für Aiische Kunst của Munich, nơi nó vẫn còn nằm cho đến ngày nay (57S 57). Cỗ quan tài của bà, từng được đặt tại Bảo tàng Khảo cổ Quốc gia Lisbon, giờ cũng ở Munich.

## Khám phá lại
Năm 1992, Đức nghiên cứu chất độc Svetlana Balabanova phát hiện dấu vết của cocaine, hashish và nicotine trên tóc Henut Taui cũng như trên tóc của một số xác ướp khác của bảo tàng , điều này rất có ý nghĩa, trong đó nguồn duy nhất cho cocaine và nicotine đã được coi là coca và cây thuốc lá có nguồn gốc từ châu Mỹ, và không được cho là đã có mặt ở châu Phi cho đến sau khi Columbus hành trình đến Mỹ.
Kết quả này đã được giải thích bởi các nhà lý thuyết và những người ủng hộ mối liên hệ giữa người tiền Columbus và người Ai Cập cổ đại, như một bằng chứng cho tuyên bố của họ. Tuy nhiên, hai phân tích liên tiếp trên các nhóm xác ướp và xác người Ai Cập khác, đã không thể tái tạo hoàn toàn kết quả của Balabanova, trên thực tế chỉ cho thấy kết quả tích cực đối với nicotine.
Sau những thí nghiệm này, ngay cả khi cho rằng cocaine thực sự được tìm thấy trên xác ướp, có khả năng đây có thể là một sự ô nhiễm xảy ra sau khi phát hiện hoặc, rất có thể, bằng chứng về một xác ướp giả, kể từ khi xác chết của xác ướp cổ đại gần đây tạo thành một vụ lừa đảo du lịch thịnh vượng ở Ai Cập trong thời đại Victoria. Lập luận tương tự có thể được áp dụng cho nicotine, nhưng, ngoài ra, nhiều loại thực vật khác ngoài thuốc lá là nguồn cung cấp nicotine và hai trong số đó, Withania somnifera và Apium graveolens, được người Ai Cập cổ đại biết đến và sử dụng.